# Rosulabryum albomarginatum
Rosulabryum albomarginatum là một loài rêu trong họ Bryaceae. Loài này được J.R.Spence mô tả khoa học năm 2020.